# Michael Skibbe

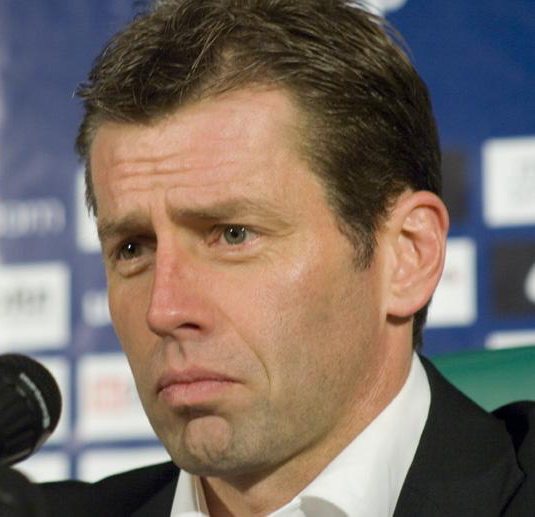
Michael Skibbe

Michael Skibbe, född 4 augusti 1965 i Gelsenkirchen, är en tysk före detta professionell fotbollsspelare och fotbollstränare. Han är numera tränare för Grekland.
Michael Skibbes aktiva karriär tog stopp på grund av skador och Skibbe blev tidigt tränare istället. Det första stora tränaruppdraget kom som chefstränare för Borussia Dortmund 1998 men Skibbe lyckades inte vända Dortmunds negativa trend och fick lämna klubben. 2000 blev Skibbe assisterande förbundskapten till Rudi Völler. Efter att Völler avgått 2004 avgick även Skibbe och han fick istället nya tränaruppdrag inom DFB:s ungdomslandslag.

## Tränaruppdrag
- Greklands herrlandslag i fotboll (2017-)
- Eskişehirspor (2015-2017)
- Grasshopper Club Zürich (2012-2015)
- Kardemir Karabükspor (2012)
- Hertha BSC Berlin (2011-2012)
- Eskişehirspor (2011)
- Eintracht Frankfurt (2009-2011)
- Galatasaray SK (2008-2009)
- Bayer 04 Leverkusen (2005-2008)
- Tysklands U20-landslag i fotboll
- Assisterande förbundskapten för Tysklands herrlandslag i fotboll (2000-2004)
- Borussia Dortmund (1998-2000)

## Klubbar
Klubbar som spelare.
- Schalke 04
- SG Wattenscheid 09